# Rząd Kálmána Széll

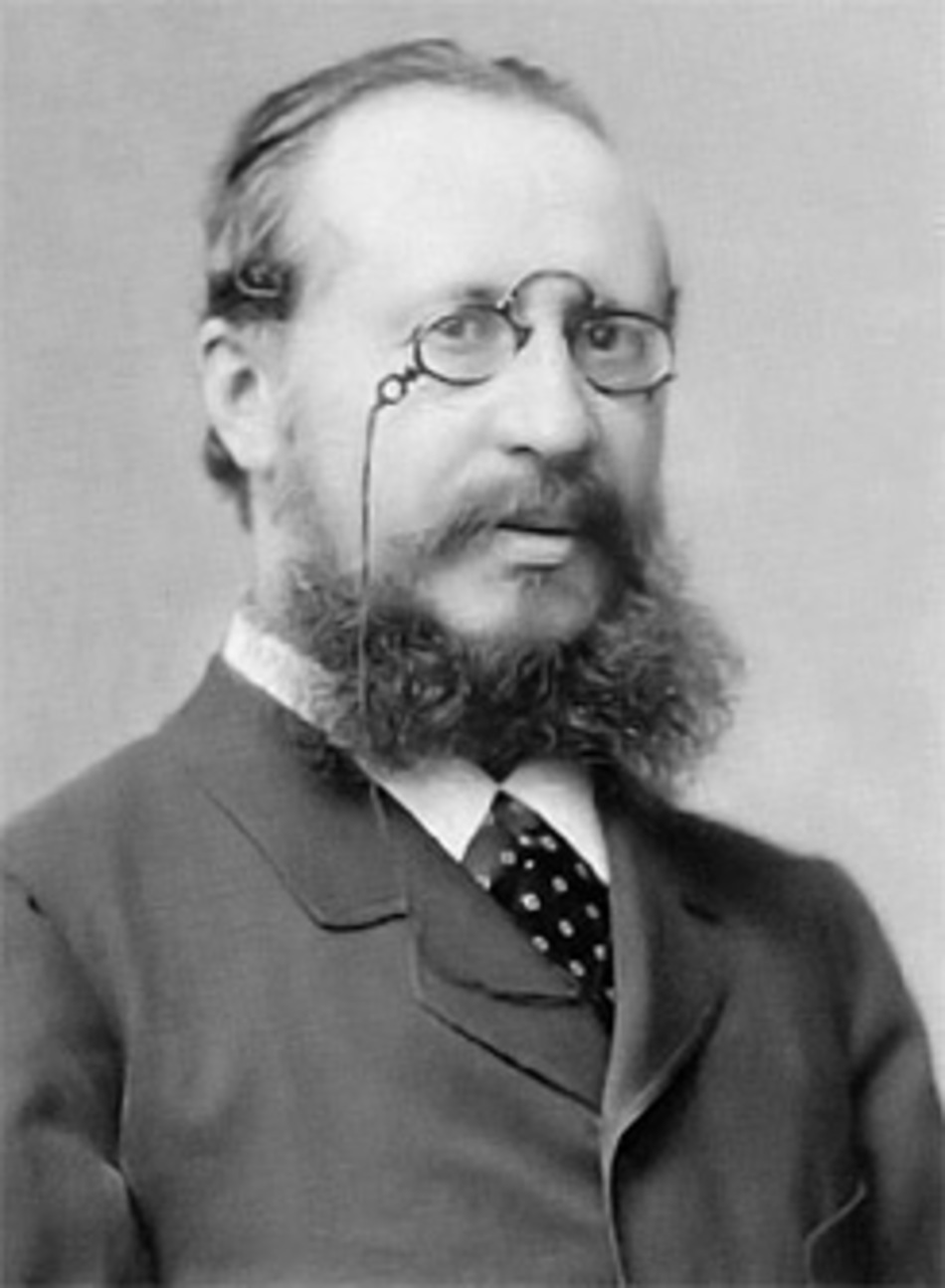
Kálmán Széll

Rząd Kálmána Széll – rząd Królestwa Węgier, działający od 1899 do 1903, pod przewodnictwem premiera Kálmána Széll.